# Pinky Mitchell
Pinky Mitchell est un boxeur américain né le 1er janvier 1899 à Milwaukee, Wisconsin, et mort le 11 mars 1976.

## Carrière
Passé professionnel en 1917, il est reconnu comme étant le premier champion du monde des poids super-légers après un vote organisé par le journal The Boxing Blade le 15 novembre 1922 (un fait unique dans l'histoire de la boxe),. Mitchell conserve ce tout nouveau titre en dominant aux points Bud Logan le 30 janvier 1923 mais après deux autres défenses victorieuses, il est battu par James Red Herring le 27 mars 1925. Il met un terme à sa carrière en 1928 sur un bilan de 47 victoires, 26 défaites et 6 matchs nuls.